# Sedum pagetodes
Sedum pagetodes är en fetbladsväxtart som beskrevs av Fröderstr.. Sedum pagetodes ingår i Fetknoppssläktet som ingår i familjen fetbladsväxter. Inga underarter finns listade i Catalogue of Life.